# Федерація України з веслування на човнах «Дракон»
Федерація України з веслування на човнах «Дракон» (Ukrainian Dragon Boat Federation) - громадська організація фізкультурної та спортивної спрямованості, яка об’єднує громадян України на основі спільності інтересів для реалізації мети.

## Заснування
У 2004 році заснована і зареєстрована Федерація України з веслування на човнах «Дракон», як всеукраїнська громадська організація фізкультурної та спортивної спрямованості.
У тому ж році Федерацію України з веслування на човнах «Дракон прийнято до складу Міжнародної Федерації з веслування на човнах «Дракон» – INTERNATIONAL DRAGON BOAT FEDERATION.
Наказом Міністерства молоді та спорту України від 17.03.2015 № 727 Федерації України з веслування на човнах «Дракон» надано статус національної спортивної федерації. (http://www.dsmsu.gov.ua/media/2015/03/20/15/nm_727.pdf).

## Основні завдання
Федерація України з веслування на човнах «Дракон», розвиває веслування на човнах «Дракон», як вид спорту шляхом:
- підвищення ролі веслування на човнах «Дракон» в Україні;
- удосконалення системи підготовки висококваліфікованих спортсменів, тренерів, суддів;
- забезпечення успішних виступів українських спортсменів на українських та міжнародних спортивних змаганнях;
- популяризації веслування на човнах «Дракон» серед населення; здійснення підтримки та заохоченні фахівців (суддів, тренерів, спортсменів, аматорів) та прихильників веслування на човнах «Дракон»;
- організації підготовки спортсменів з веслування на човнах «Дракон»;
- організації та проведенні змагань регіонального, національного та міжнародного рівнів, а також спортивно-масових заходів.

## Діяльність

### Проведені змагання:
Перші всеукраїнські змагання з веслування на човнах «Дракон» були проведені в травні 2005 року. З того часу проведено:
- 33 – всеукраїнських старти
- 8 – чемпіонатів України
- 8 – Кубків України
- 9 – міжнародних змагань
- 1 – чемпіонат Європи серед клубів (2011 рік, Київ)
- 1 – клубний чемпіонат світу (2019 рік, Київ)

Чемпіонат Європи серед національних команд (2020 рік, Київ) перенесено на 16-23 серпня 2021 року (Київ, Україна) - відмінено через Covid.

### Здобутки національної збірної команди України
- 2005 рік - 7 місце Всесвітніх ігор (Німеччина);
- 2006 рік – дві бронзові нагороди чемпіонату Європи (ЕСА) (Польща);
- 2007 рік – срібло чемпіонату Європи (РФ);
- 2008 рік – чотири срібні та бронзова медалі чемпіонату світу (ICF) (Польща);
- 2009 рік – срібло чемпіонату світу (IDBF) (Чехія);
- 2010 рік – дві золоті медалі чемпіонату Європи (EDBF) (Нідерланди), срібло та бронза чемпіонату світу (ICF) (Угорщина);
- 2012 рік – чотири золоті медалі чемпіонату Європи (EDBF) (Велика Британія); бронза чемпіонату світу (ICF) (Італія);
- 2013 рік – переможці та призери чемпіонату світу (Угорщина);
- 2014 рік – переможці та призери чемпіонату світу (Польща) - 6 золотих, 4 срібних та 4 бронзових комплектів нагород та третє командне місце. Переможці та призери чемпіонату Європи (Чехія) - 11 золотих, 1 срібний та 8 бронзових  комплектів медалей, 2 загальнокомандне місце;
- 2015 рік – переможці та призери чемпіонату Європи (Італія) – 6 золотих, 6 срібних, 1 бронзова медаль, 3 загальнокомандне місце;
- 2016 рік – переможці та призери чемпіонату Європи (Італія) – 20 разів підіймались на п’єдестал пошани та посіли 1-ше командне місце серед 17 країн учасниць змагань і здобули Кубок націй вперше за всю історія існування веслування на човнах «Дракон» в Україні. Призери чемпіонату світу (РФ) – вісім комплектів медалей та трете командне місце;
- 2017 рік – переможці та призери чемпіонату Європи (Угорщина) – 13 комплектів нагород, 2 загальнокомандне місце. Переможці та призери чемпіонату світу серед юніорів (Франція) – 5 золотих, 4 срібних та 6 бронзових медалей, 3 загальнокомандне місце;
- 2018 рік – переможці та призери чемпіонату Європи (Німеччина) – 27 золотих, 17 срібних та 5 бронзових, 2 загальнокомандне місце. Четверте місце чемпіонату світу (США). Шосте місце Кубку світу (Китай) з-поміж 12 найсильніших країн світу за підсумками виступів збірних протягом двох років;
- 2019 рік – 4, 5, 6 місця чемпіонату світу (Таїланд).
- 2022 рік - переможці та призери чемпіонату Європи (Іспанія) - 16 золотих, 6 срібних та 1 бронзова нагорода. Бронзові призери чемпіонату світу (Чехія) - 3 бронзові нагороди. Бронзові призери чемпіонату світу серед клубних команд (США).
- 2023 рік - призери чемпіонату світу (Королівство Таїланд) - 1 срібна та 5 бронзових нагород (вікова категорія - юніори).
- 2024 рік - здобуто "Кубок Європейських націй" на чемпіонаті Європи (Чехія), як найсильніша команда Європи 2024 року за кількістю нагород (29 золотих, 27 срібних та 7 бронзових нагород), завойовано ліцензію на участь у Всесвітніх Іграх [1] . На чемпіонаті світу вибороли 1 та 3 місця (Республіка Філіппі́ни).

## Президенти
2004 – 2013 рр. – Олександр БАКАНИЧЕВ
2013 – 2024 рр – Валерій МОРГУН
2025 – по теп.час – Валерій МОРГУН

## Керівництво федерації
Валерій МОРГУН – президент Федерації України з веслування на човнах «Дракон»
Дмитро СТОРОЖУК – почесний президент Федерації України з веслування на човнах «Дракон»
Катерина КОВАЛЕНКО – перший віце-президент Федерації України з веслування на човнах «Дракон»
Едуард ШЕВЧЕНКО – віце-президент Федерації України з веслування на човнах «Дракон»
Дмитро НАЗАРУК – віце-президент Федерації України з веслування на човнах «Дракон»
Олександр СМІРНОВ – віце-президент Федерації України з веслування на човнах «Дракон»
Олена ПЕРЕГУДА– генеральний секретар Федерації України з веслування на човнах «Дракон»